# Tadea González Manrique
María Tadea González Manrique del Frago Y Bonis (Puerto de Santa María, 9 de diciembre de 1736 - 1780) fue una noble española. Obtuvo el título de Primera Marquesa de San Jorge de Bogotá, por su matrimonio con el primer marqués, Jorge Miguel Lozano de Peralta. Fue cabeza de una inmensa e influyente prole en la historia de Colombia.

## Biografía
María Tadea González nació en El Puerto de Santa María, en Cádiz, Reino de España, el 9 de diciembre de 1736, en el seno de una familia de peninsulares que luego se asentaron en América. Era hija del español Francisco González Manrique Presidente de la Real Audiencia de Santafé de Bogotá, quien ejerció como gobernador y capitán general del Nuevo Reino de Granada, y de la María Rosa del Frago y Bonis. Su tío era Antonio González Manrique.

### Matrimonio y descendencia
Era la madre del segundo y tercer marqués de San Jorge, José María Lozano de Peralta y Jorge Tadeo Lozano de Peralta.
Eustaquio Galvís Hurtado (yerno)
Manuel de Bernardo Álvarez (yerno)
Tadea Lozano e Isasi (nieta)
Teresa Lozano e Isasi (nieta)
Rafael Ayala y Lozano (bisnieto)
Antonio Ricaurte (nieto)
José María Vergara (nieto)